# Ellen Dunne
Ellen Dunne (* 26. Mai 1977 in Kuchl bei Salzburg, eigentl. Eva-Maria Oberauer) ist eine in Irland lebende österreichische Schriftstellerin.

## Leben
Ellen Dunne arbeitete von 1996 bis 2004 als Texterin und Konzeptionerin für verschiedene Agenturen in Salzburg. 1999 bis 2003 studierte sie dort International Management. Im Jahr darauf zog sie nach Irland und arbeitete in der europäischen Niederlassung von Google in Dublin. Seit 2010 arbeitet sie als freie Texterin und Schriftstellerin.
Ellen Dunne ist verheiratet. Sie lebte in Berlin und München und seit 2011 wieder in Dublin.

## Auszeichnungen
- 2018: Nominiert für den Friedrich-Glauser-Preis in der Sparte Roman für Harte Landung[5]
- 2022: Longlist für den Crime Cologne Award mit Boom Town Blues[6]
- 2023: Gewinnerin des Friedrich-Glauser-Preises in der Sparte Roman für Boom Town Blues[7][8][9]
- 2024: Gewinnerin des Fine Crime Award[10]

## Werke
- Wie Du mir. Roman. Eire Verlag, Borchen 2011, ISBN 978-3-943-38000-2
- Für immer mein. Thriller. Eire Verlag, Borchen 2013, ISBN 978-3-943-38014-9.
- Harte Landung: Ein Fall für Patsy Logan. Kriminalroman (Patsy-Logan-Reihe 1). Insel Verlag, Berlin 2017, ISBN 978-3-458-36288-3.
- Schwarze Seele: Ein Fall für Patsy Logan. Kriminalroman (Patsy-Logan-Reihe 2). Insel Verlag, Berlin 2019, ISBN 978-3-458-36383-5.
- Boom Town Blues. Ein Fall für Patsy Logan. Kriminalroman (Patsy-Logan-Reihe 3). Haymon Taschenbuch, Innsbruck/Wien 2022, ISBN 978-3-709-97939-6
- Unfollow Stella. Ein Fall für Patsy Logan. Kriminalroman (Patsy-Logan-Reihe 4). Haymon Taschenbuch, Innsbruck/Wien 2023, ISBN 978-3-7099-7965-5